# HEAT (氷室京介の曲)
「HEAT」（ヒート）は、日本のミュージシャン氷室京介の16枚目のシングルである。1997年10月29日発売。発売元はポリドール。

## 概要
- 前作から4ヶ月ぶりとなるシングル。

## 収録曲
全曲　作詞：松井五郎 / 作曲：氷室京介 / 編曲：スティーブ・スティーブンス
1. HEAT (5:06)
ダイドーブレンドコーヒーCMソング
本シングル曲のバージョンは合計で3つ存在している。
1つ目は本作収録のシングルバージョン、
2つ目は7thアルバム『I・DÉ・A』収録のバージョン、
3つ目はシングルバージョンの2〜3番のBメロ部分のコーラスパートが1番のBメロでも被さっている『Case of HIMURO』（2003年発売）収録のバージョンである。
2. RE-BORN (4:33)

## 収録アルバム
HEAT
- I・DÉ・A
- Collective SOULS 〜THE BEST OF BEST〜
- Case of HIMURO
- 20th Anniversary ALL SINGLES COMPLETE BEST JUST MOVIN' ON 〜ALL THE-S-HIT〜

RE-BORN
- I・DÉ・A
- Collective SOULS 〜THE BEST OF BEST〜

## ライブ映像作品
HEAT
- 20th ANNIVERSARY TOUR 2008 JUST MOVIN' ON -MORAL〜PRESENT-
- KYOSUKE HIMURO COUNTDOWN LIVE CROSSOVER 05-06 1st STAGE/2nd STAGE
- 20th Anniversary TOUR 2008 JUST MOVIN' ON -MORAL〜PRESENT- Special Live at the BUDOKAN

RE-BORN
- The One Night Stands 〜TOUR "COLLECTIVE SOULS" 1998〜
- Digital BeatNix Tower
- KYOSUKE HIMURO COUNTDOWN LIVE CROSSOVER 05-06 1st STAGE/2nd STAGE